# Lomechusa
Lomechusa Gravenhorst, 1806 è un genere di coleotteri della famiglia Staphylinidae.

## Biologia
Sono coleotteri mirmecofili che si insediano nei nidi delle formiche dei generi Myrmica, Formica e occasionalmente Lasius. Penetrando nei nidi, offrono alle formiche operaie una secrezione ghiandolare zuccherina prodotta dai tricomi posti sulla parte inferiore delle elitre. Tale sostanza ha un effetto inebriante sulle formiche, che trascurano le loro attività di difesa del formicaio e di accudimento della prole, per dedicarsi per lunghi periodi esclusivamente alla suzione della secrezione. Per tale loro comportamento vengono dette "formiche lomecusomani". Inoltre questi coleotteri affidano alle formiche la cura delle proprie larve, che a loro volta producono una analoga secrezione e perdipiù si nutrono delle larve delle formiche. Tutto ciò porta in breve tempo a un rovinoso declino della colonia.

## Distribuzione e habitat
Il genere è diffuso nella regione paleartica e in parte della regione orientale, dal Marocco e dalla Spagna sino alla Siberia, alla Cina e al Giappone. Una specie (Lomechusa bordonii) è endemica dell'Italia.

## Tassonomia
Il genere comprende le seguenti specie:
1. Lomechusa atlantica (Koch, 1937)
2. Lomechusa barbarae (Schilow, 1977)
3. Lomechusa bifoveolata (Brisout, 1860)
4. Lomechusa bordonii Hlaváč, 2005
5. Lomechusa brevicornis Chen & Zhou, 2007
6. Lomechusa dvoraki Hlaváč, 2005
7. Lomechusa elegans Chen & Zhou, 2007
8. Lomechusa emarginata (Paykull, 1789)
9. Lomechusa gerardiphila Assing, 2009
10. Lomechusa kishimotoi Hlaváč, 2005
11. Lomechusa malaisei Hlaváč, 2005
12. Lomechusa paradoxa (Gravenhorst, 1806)
13. Lomechusa parva Chen & Zhou, 2007
14. Lomechusa pubicollis (Brisout, 1860)
15. Lomechusa seticornis Chen & Zhou, 2007
16. Lomechusa sinuata (Sharp, 1888)
17. Lomechusa stangei (Reitter, 1910)
18. Lomechusa yunnanensis Hlaváč, 2005

### Alcune specie

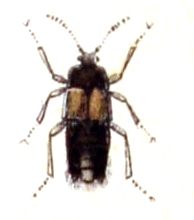
Lomechusa paradoxa
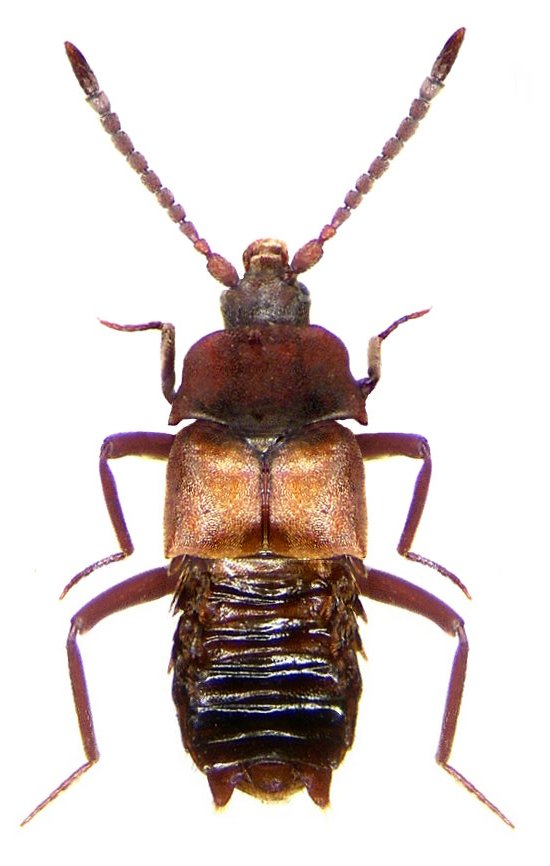
Lomechusa pubicollis